# Marty Schottenheimer
Martin Edward „Marty“ Schottenheimer (* 23. September 1943 in Canonsburg, Pennsylvania; † 8. Februar 2021 in Charlotte, North Carolina) war ein American-Football-Spieler und -Trainer. 1999 und 2000 war er als American-Football-Spezialist bei ESPN.

## Spielerkarriere
Beim NFL Draft 1965 wurde Schottenheimer in der vierten Runde von den Indianapolis Colts (damals noch Baltimore Colts) gedraftet. Da sich damals die National Football League (NFL) und die American Football League (AFL) noch nicht zusammengeschlossen hatten, veranstalteten sie auch noch getrennte Drafts. Beim AFL Draft im gleichen Jahr wurde Schottenheimer in der siebten Runde von den Buffalo Bills ausgewählt, für die er sich dann auch entschied. Schottenheimer war von 1965 bis 1970 für die Buffalo Bills und die New England Patriots (damals noch Boston Patriots) als Linebacker tätig. Im Nachhinein bezeichnete er seine Spielerkarriere nur als Inspiration für seine weitaus bedeutendere Trainerkarriere.

## Trainerkarriere

### Stationen als Profitrainer
- 1974:      Linebackercoach bei den Portland Storm in der World Football League (WFL)
- 1975–1976: Linebackercoach bei den New York Giants (NFL)
- 1977:      Defensive Coordinator bei den New York Giants
- 1978–1979: Linebackercoach bei den Detroit Lions (NFL)
- 1980–1984: Defensive Coordinator bei den Cleveland Browns
- 1984–1988: Head Coach bei den Cleveland Browns (übernahm den Job mitten in der Saison 1984)
- 1989–1998: Head Coach bei den Kansas City Chiefs
- 2001:      Head Coach bei den Washington Redskins
- 2002–2006: Head Coach bei den San Diego Chargers
- 2011:      Head Coach bei den Virginia Destroyers in der United Football League (UFL)

### Erfolge
Schottenheimer ist der Trainer, der in der Geschichte der NFL seit 1966 die meisten Spiele gewonnen hat, ohne dass er dabei jemals mit einem Team am Super Bowl teilgenommen hat. Er gewann genau 200 seiner 327 Spiele als Trainer, aber nur fünf von 18 Playoff-Spielen. Er gewann mehrmals den NFL Coach of the Year Award.

## Persönliches
Marty Schottenheimers Bruder Kurt Schottenheimer (* 1949) war fast vierzig Jahre lang Football-Trainer auf College- und Profiebene. Auch sein Sohn Brian Schottenheimer (* 1973) schlug die Trainerkarriere ein. Er ist seit Januar 2025 Head Coach der Dallas Cowboys.